# 聖斯特凡諾條約

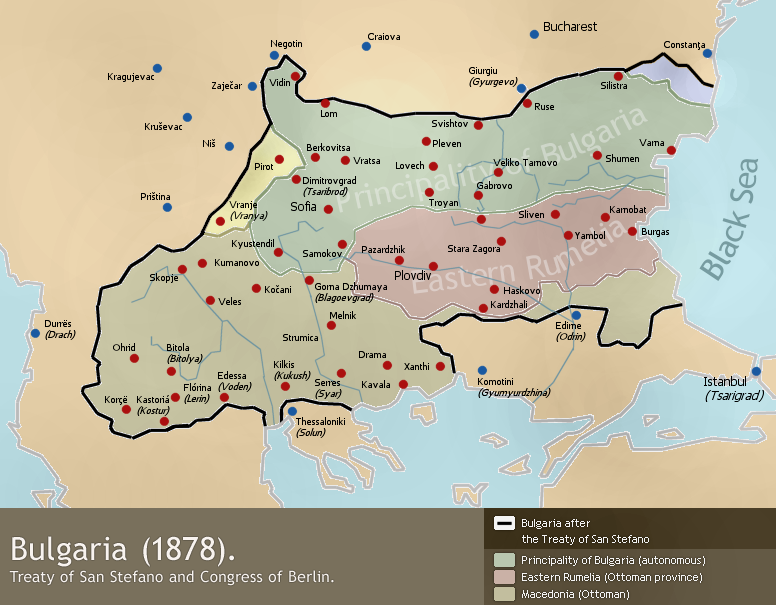
根据条约所订下的保加利亚边界：把奥斯曼帝国的领土分成三部分，亦即帝国本部、马其顿与阿尔巴尼亚邻近地区。

《圣斯特凡诺条约》（俄语：Сан-Стефанский мир）是俄罗斯与奥斯曼帝国在俄土战争结束后，于1878年3月3日在圣斯特凡诺 (1925年前叫，现在称为，亦即今土耳其伊斯坦堡西部的耶西勒廓伊）签署的条约。俄方代表是伊格那提耶夫伯爵与亚历山大·涅利多夫，而土方的代表是外长薩菲特帕夏与驻德国大使萨杜拉贝伊。
尽管从沙俄签署条约反映的官方想法来看，沙俄只想划出临时缓冲区来与列强达成最终解决方案，但这个条约却成为保加利亚外交政策的核心，并导致了灾难性的第二次巴爾幹戰爭和其后更为严重的参加一战，直到1944年。
条约終結了奥斯曼帝国对保加利亚近500年的统治，成立了保加利亚大公国，条约签署的日期成为保加利亚的国庆日。

## 影响

### 保加利亚

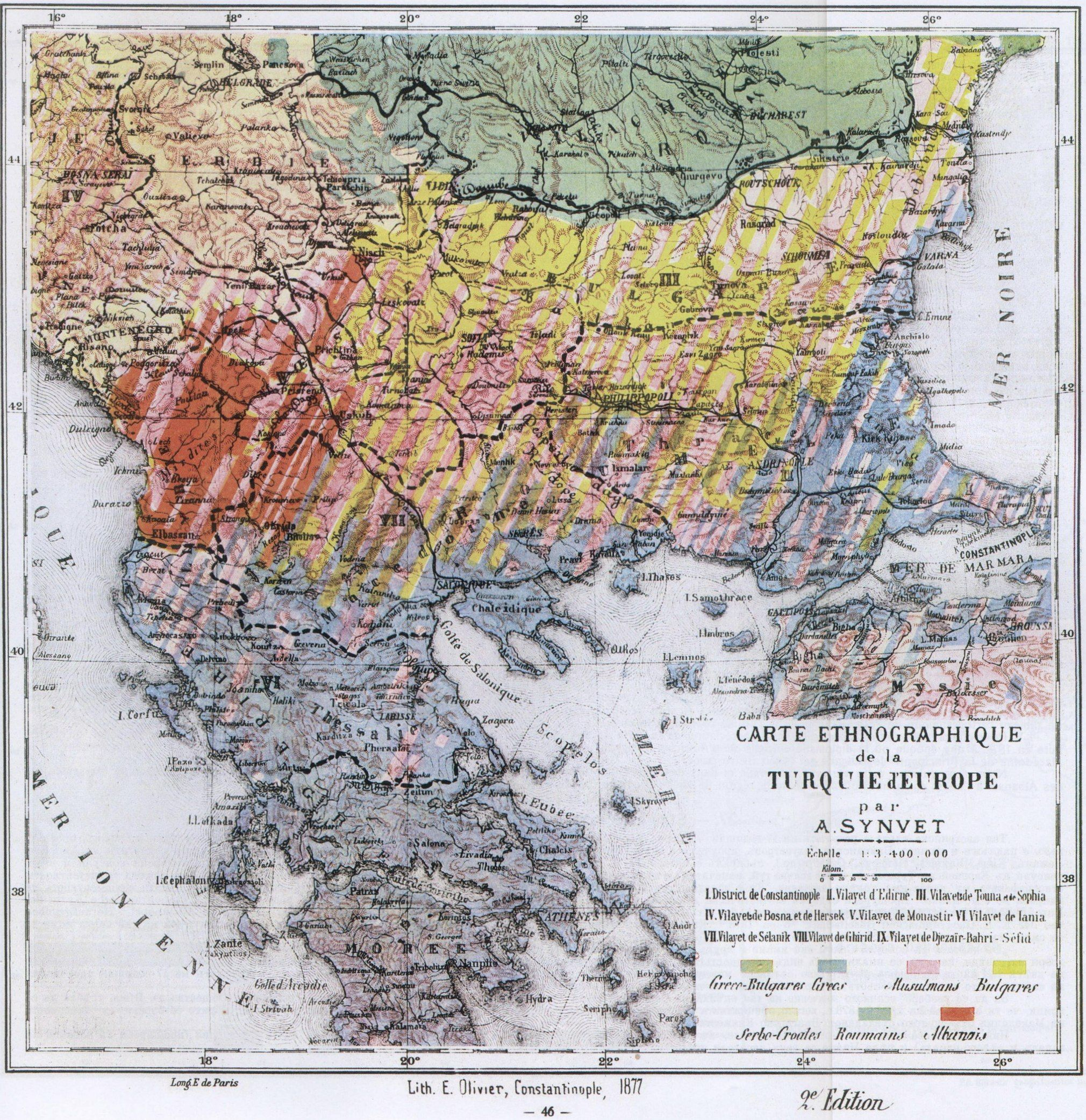
1877年由法国人桑韦绘制的巴尔干民族分布图

除去俄羅斯，保加利亞為該條約的最大獲利者，近乎所有保族居住地都納入新生的保加利亞大公國
聖斯泰法諾條約允許保加利亞人建立拥有军队和东正教政府的保加利亚大公国但名義上仍然為奥斯曼帝国的附庸，其领土囊括从多瑙河到巴尔干山脉支脉的平原地带和索菲亚、色雷斯东部一部分和北部，以及马其顿大部（第6条）。
保加利亞大公將由全保加利亞人民進行選舉，當選者必須得到奥斯曼帝国及列强认可，统治国家，贵族议事会制定宪法(第7条)。
第八條則剝奪奥斯曼帝国在保加利亞的駐軍權。同時，在軍事，行政等部門建立之前，俄羅斯將於保進行最多為期兩年的駐軍。

### 俄国与奥斯曼帝国

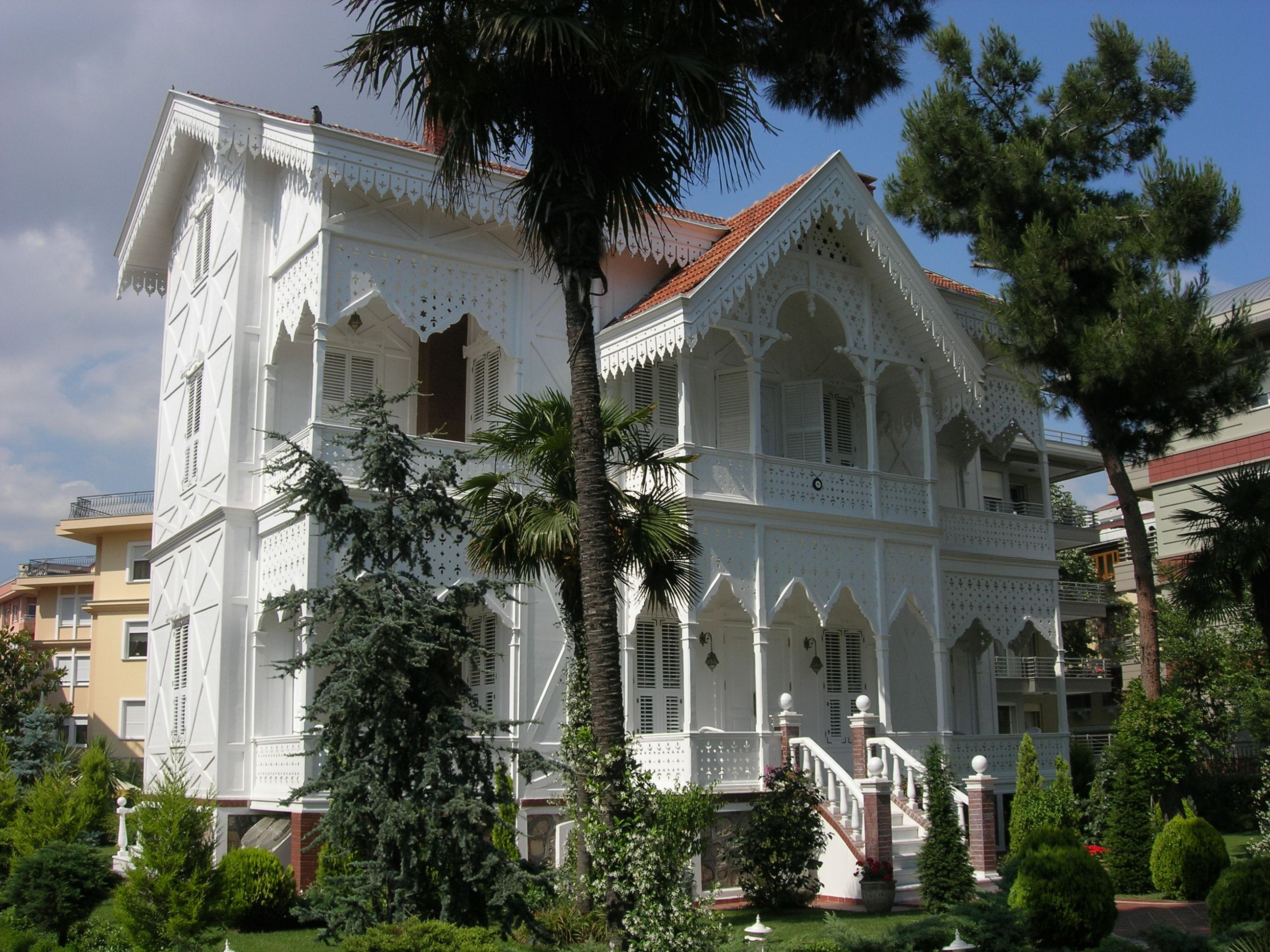
条约签署地 (Simenoğlu 家族的房子)

割让高加索地区的亚美尼亚和格鲁吉亚给俄国（第19条）。
奥斯曼帝国承诺将在波黑（第14条）、克里特、伊庇鲁斯和色萨利进行改革（第15条）。
博斯普魯斯海峽和達達尼爾海峽被宣布對戰爭和和平時期的所有中立船隻開放（第 24 條）。（這條限制直接導致了俄國黑海艦隊被困黑海，無法增援日俄戰爭）

### 其他国家
蒙特內哥羅從鄂土曼帝國獲得大量領土，使得面積增大超過兩倍，同時該國與塞爾維亞及羅馬尼亞獲得法理上的獨立。

## 列强反应
欧洲列强不满俄罗斯企图扩张的行为，尤其是英国首相本杰明·迪斯雷利；塞尔维亚与希臘则恐惧大保加利亚的建立会减少他们可夺得的奥斯曼领土。结果，德国首相俾斯麦主动邀请列强参与柏林会议，并最后签署了《柏林条约》。罗马尼亚在对土耳其战争前与俄国签下密约，希望保证前者的领土完整。战争中，罗马尼亚付出很大代价，但最后却很失望。将南比萨拉比亚割让给俄国，同时获得北多布罗加作为补偿。奥匈帝国因未能扩大其在波黑的影响力而对条约不满。

## 圖像

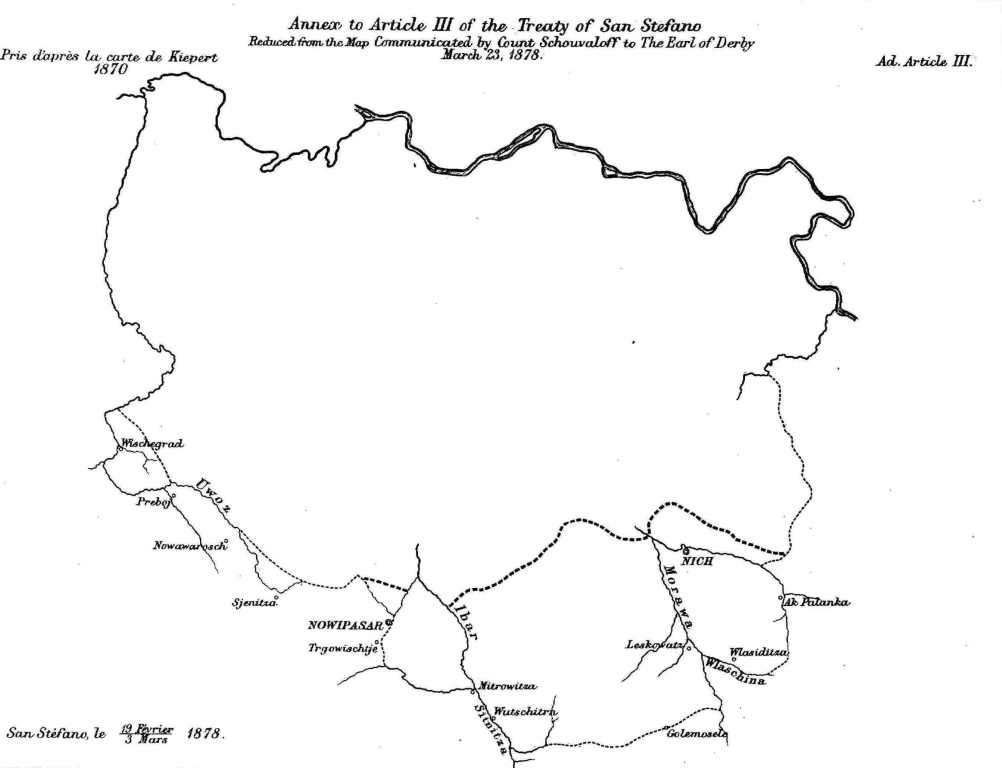
条约附件，显示塞尔维亚边界的变化
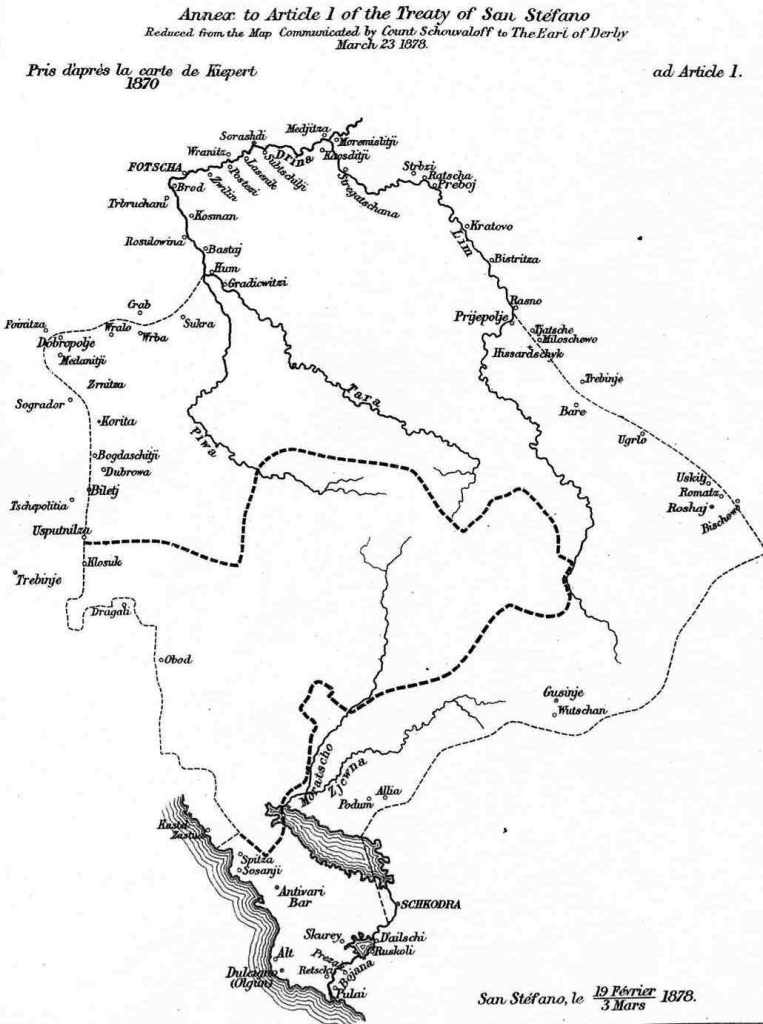
条约附件，显示黑山边界的变化
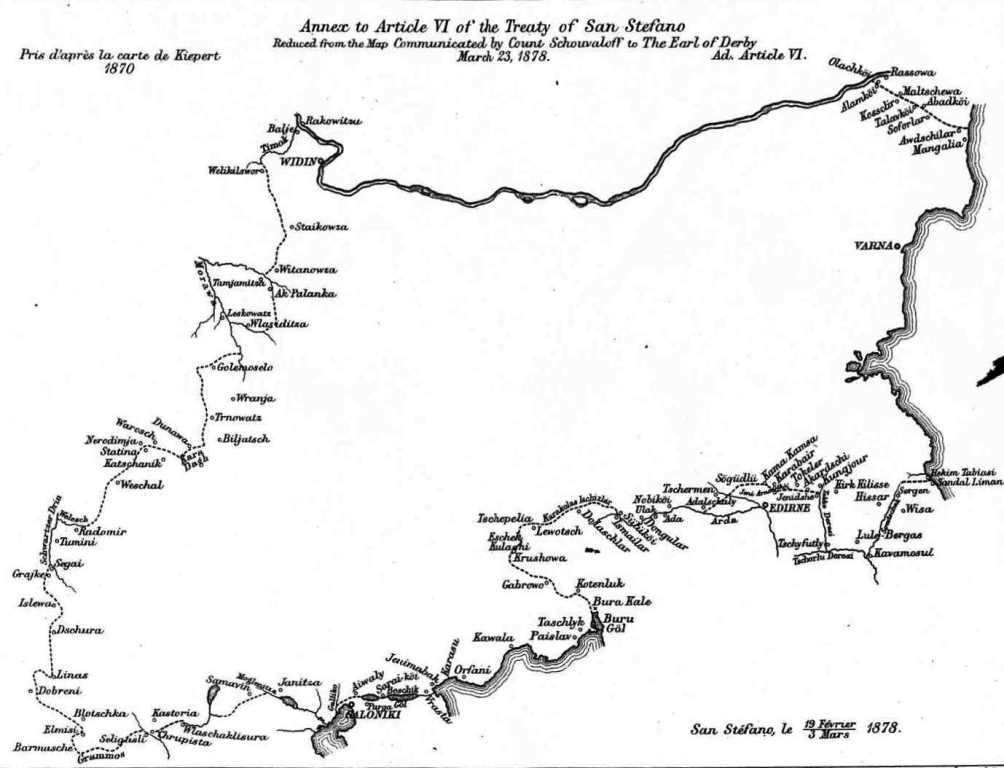
条约附件，显示新成立的保加利亚大公国的边界
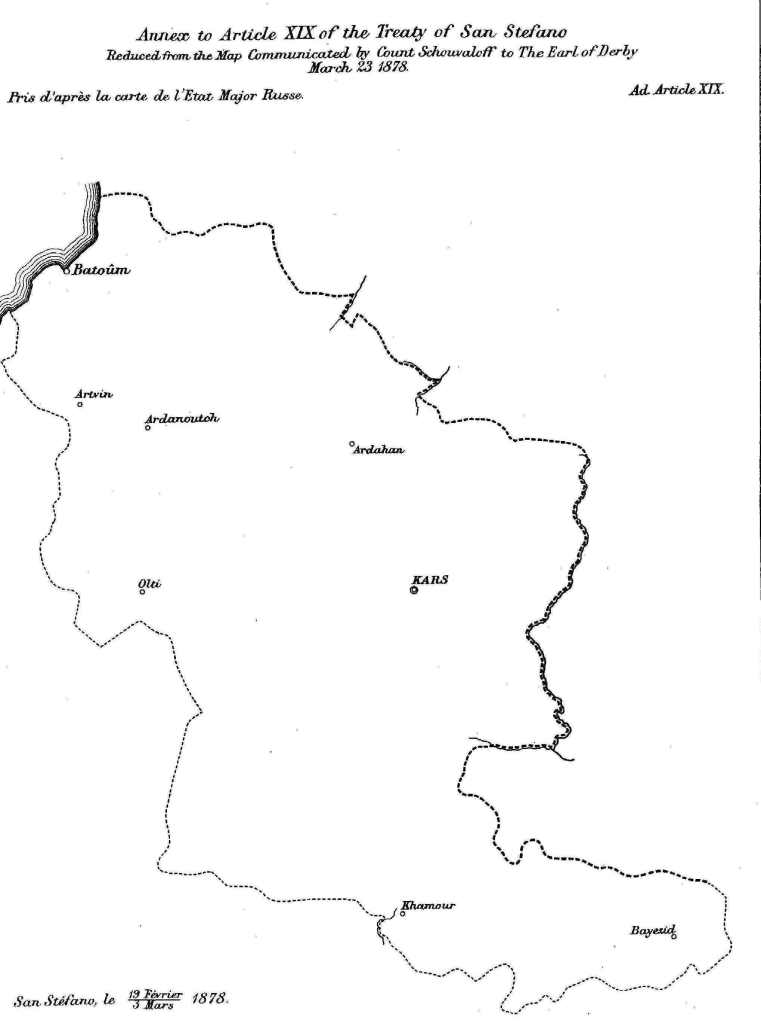
条约附件，显示高加索地区俄国和奥斯曼帝国边境的变化

### 地圖
- Bulgaria in the borders after the Treaties of Constantinople, San-Stephano, Berlin, London, Bucharest and Neuilly. Scale 1:1600000 map. (in German)